# تحقیق و توسعه در ژاپن
تحقیق و توسعه در ژاپن به‌طور فزاینده‌ای برای اقتصاد ژاپن در دهه ۱۹۷۰ و ۱۹۸۰ اهمیت یافت و حمایت قابل‌توجهی را از دولت ژاپن به‌دست آورد.

## رشد تحقیق و توسعه
ژاپن با بلوغ اقتصادی در دهه‌های ۱۹۷۰ و ۱۹۸۰، به تدریج از وابستگی به تحقیقات خارجی دور شد. توانایی ژاپن برای انجام تحقیق و توسعه مستقل، به عاملی تعیین‌کننده در تقویت رقابت‌پذیری این کشور تبدیل شد. بنابر آژانس علم و فناوری ژاپن، در اوایل سال ۱۹۸۰، یکی از اجزای کانتی (اقامتگاه رسمی نخست‌وزیر ژاپن) آغاز «عصر استقلال فناوری ژاپن» را اعلام کرد. تا سال ۱۹۸۶، ژاپن نسبت به ایالات متحده آمریکا، نسبت بیشتری از درآمد ملی خود را به تحقیق و توسعه اختصاص داد. در سال ۱۹۸۹ نزدیک به هفتصدهزار ژاپنی مشغول تحقیق و توسعه بودند که بیشتر از فرانسه، بریتانیا و آلمان‌غربی بود. در همان زمان، ژاپن بیشتر از هر کشوری به‌جز ایالات متحده و اتحاد جماهیر شوروی، مهندس تربیت می‌کرد. روندهای مشابهی در استفاده از منابع سرمایه مشاهده شد. ژاپن در سال ۱۹۸۷ ۳۹٫۱ میلیارد دلار برای تحقیق و توسعه دولتی و خصوصی، معادل ۲٫۹ درصد از درآمد ملی خود (بالاترین نسبت در جهان) هزینه کرد. اگرچه ایالات متحده در سال ۱۹۸۷ حدود ۱۰۸٫۲ میلیارد دلار برای تحقیق و توسعه هزینه کرد، اما تنها ۲٫۶ درصد از درآمد آن به این هدف اختصاص یافت و این کشور را در رتبه سوم پس از ژاپن و آلمان غربی قرار داد.
شهرت ژاپنی برای اصالت نیز افزایش یافت. از ۱٫۲ میلیون ثبت اختراع ثبت شده در سراسر جهان در سال ۱۹۸۵، ۴۰ درصد ژاپنی بودند و شهروندان ژاپنی ۱۹ درصد از ۱۲۰۰۰۰ درخواست ثبت اختراع در ایالات متحده را دریافت کردند. در سال ۱۹۸۷ حدود ۳۳ درصد از اختراعات مربوط به رایانه در ایالات متحده ژاپنی بودند، همچنین ۳۰ درصد از اختراعات مربوط به هوانوردی و ۲۶ درصد از اختراعات ارتباطات ژاپنی بودند.

## ابتکارهای دولتی
ژاپن با وجود پیشرفت‌هایش در تحقیق و توسعه فناوری و تعهد عمده‌اش به تحقیقات کاربردی، به‌طور چشمگیری در تحقیقات علمی پایه از دیگر کشورهای توسعه‌یافته عقب‌تر بود. در سال ۱۹۸۹ حدود ۱۳ درصد از بودجه تحقیق و توسعه ژاپن به تحقیقات پایه اختصاص یافت. نسبت هزینه‌های تحقیقات پایه‌ای که دولت متقبل می‌شود نیز در ژاپن بسیار کمتر از ایالات متحده بود، همانطور که نسبت هزینه‌های تحقیقات پایه ژاپن به تولید ناخالص ملی نیز چنین بود. در پایان دهه ۱۹۸۰، دولت ژاپن تلاش کرد تا با به راه انداختن یک پویش گسترده «اصالت» در مدارس، با تأمین مالی سخاوتمندانه تحقیقات، و با تشویق همکاری خصوصی در زمینه های مختلف، کمبودهای ملی در تحقیقات پایه را اصلاح کند.
بیشتر تحقیق و توسعه خصوصی است، اگرچه حمایت دولت از دانشگاه‌ها و آزمایشگاه‌ها به صنعت کمک بسیاری می‌کند. در سال ۱۹۸۶، صنعت خصوصی ۷۶ درصد از بودجه تحقیق و توسعه را تأمین کرد، که به‌ویژه در پایان دهه ۱۹۸۰ در ماشین‌آلات الکتریکی قوی بود (با نسبت هزینه‌های تحقیقاتی به کل فروش ۵٫۵ درصد در سال ۱۹۸۶)، ابزار دقیق (۴٫۶ درصد)، مواد شیمیایی (۴٫۳ درصد) و تجهیزات ترابری (۳٫۲ درصد).
در مورد تحقیق و توسعه دولت، تعهد ملی به مخارج دفاعی بیشتر در دهه ۱۹۸۰ به افزایش تحقیق و توسعه مرتبط با دفاع تبدیل شد. در همین حال، دولت از حمایت از فناوری صنعتی در مقیاس بزرگ مانند کشتی‌سازی و فولادسازی دور شد. تاکید تحقیقات در دهه ۱۹۸۰ بر انرژی‌های جایگزین، پردازش اطلاعات، علوم زیستی و مواد و لوازم صنعتی مدرن بود.